# Hans Christer Holund
Hans Christer Holund (Oslo, 25 febbraio 1989) è un fondista norvegese.

## Biografia
Holund, attivo in gare FIS dal marzo del 2006, ai Mondiali juniores di Zakopane/Malles Venosta 2008 ha vinto la medaglia d'oro nella 10 km a tecnica classica. L'anno dopo, nella rassegna iridata giovanile di Štrbské Pleso/Praz de Lys-Sommand 2009, si aggiudicato due medaglie di bronzo, nell'inseguimento e nella staffetta.
In Coppa del Mondo ha esordito l'8 marzo 2009 a Lahti (52°), ha ottenuto il primo podio il 5 dicembre 2015 a Lillehammer (3°) e la prima vittoria il giorno successivo, nella staffetta 4x7,5 km disputata nella medesima località. Ai Mondiali di Lahti 2017, suo esordio iridato, si è classificato 10º nella 50 km e ai XXIII Giochi olimpici invernali di Pyeongchang 2018, sua prima presenza olimpica, ha vinto la medaglia di bronzo nello skiathlon e si è classificato 6º nella 15 km e 6º nella 50 km. L'anno dopo ai Mondiali di Seefeld in Tirol 2019 ha vinto la medaglia d'oro nella 50 km, mentre a quelli di Oberstdorf 2021 ha conquistato la medaglia d'oro nella 15 km e nella staffetta, quella di bronzo nello skiathlon e si è classificato 4º nella 50 km. Ai XXIV Giochi olimpici invernali di Pechino 2022 ha vinto la medaglia d'argento nella staffetta e si è piazzato 4º nella 15 km, 13º nella 50 km e 4º nello skiathlon. Ai Mondiali di Planica 2023 ha vinto la medaglia d'oro nella staffetta e quella di bronzo nella 15 km.

## Palmarès

### Olimpiadi
- 2 medaglie:
  - 1 argento (staffetta a Pechino 2022)
  - 1 bronzo (skiathlon a Pyeongchang 2018)

### Mondiali
- 6 medaglie:
  - 4 ori (50 km a Seefeld in Tirol 2019; 15 km, staffetta a Oberstdorf 2021; staffetta a Planica 2023)
  - 2 bronzi (skiathlon a Oberstdorf 2021; 15 km a Planica 2023)

### Mondiali juniores
- 3 medaglie:
  - 1 oro (10 km TC a Zakopane/Malles Venosta 2008)
  - 2 bronzi (inseguimento, staffetta a Štrbské Pleso/Praz de Lys-Sommand 2009)

### Coppa del Mondo
- Miglior piazzamento in classifica generale: 6º nel 2018 e nel 2023
- 20 podi (13 individuali, 7 a squadre):
  - 2 vittorie (a squadre)
  - 5 secondi posti (individuali)
  - 13 terzi posti (8 individuali, 5 a squadre)

#### Coppa del Mondo - vittorie
| Data            | Località    | Nazione   | Spec.                                                                  |
| --------------- | ----------- | --------- | ---------------------------------------------------------------------- |
| 6 dicembre 2015 | Lillehammer | Norvegia  | 4x7,5 km (con Niklas Dyrhaug, Martin Johnsrud Sundby e Petter Northug) |
| 1º marzo 2020   | Lahti       | Finlandia | 4x7,5 km (con Pål Golberg, Sjur Røthe e Johannes Høsflot Klæbo)        |

#### Coppa del Mondo - competizioni intermedie
- 7 podi di tappa:
  - 2 vittorie
  - 2 secondi posti
  - 3 terzi posti

##### Coppa del Mondo - vittorie di tappa
| Data             | Località | Nazione   | Competizione | Specialità  |
| ---------------- | -------- | --------- | ------------ | ----------- |
| 1º dicembre 2019 | Kuusamo  | Finlandia | Ruka Triple  | 15 km TL PU |
| 29 novembre 2020 | Kuusamo  | Finlandia | Ruka Triple  | 15 km TL PU |

Legenda:

TL = tecnica libera

HS = partenza a handicap